# 로커 (문화)

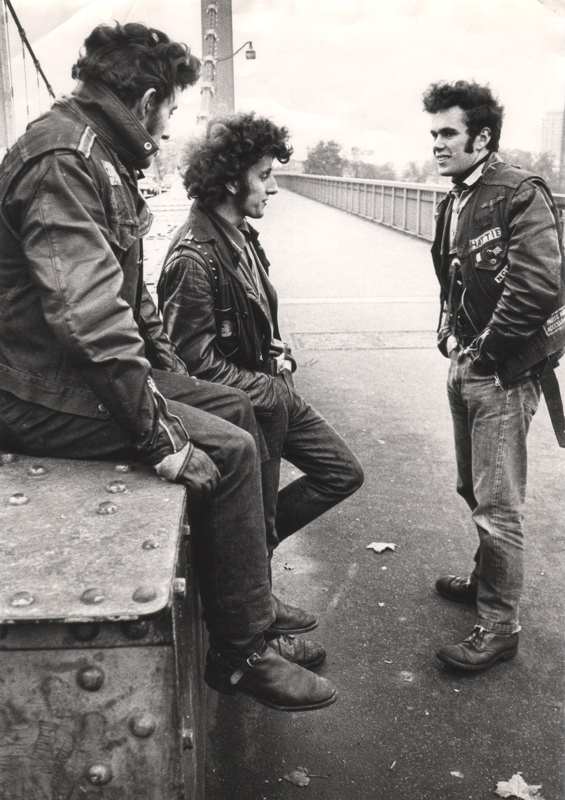
첼시 교의 3명의 로커

로커(rocker), 레더 보이(leather boy), 톤업 보이(ton-up boy)는 1950년대 영국에서 유래한 바이커 하위문화를 형성한 집단이다. 영국의 카페 레이서(café racer) 모터사이클과 로큰롤 음악에 중점을 둔다. 로커는 또한 카페 바 카우보이(Coffee Bar Cowboys)로 알려지기도 하였다. 일본의 폭주족이 이들에 대응된다.

## 문화적 유산
로커의 외모와 태도는 비틀즈와 같은 1960년대의 대중 음악 그룹에 영향을 미쳤다.

## 같이 보기
- 폭주족